# Hart-Kraft Motor Company

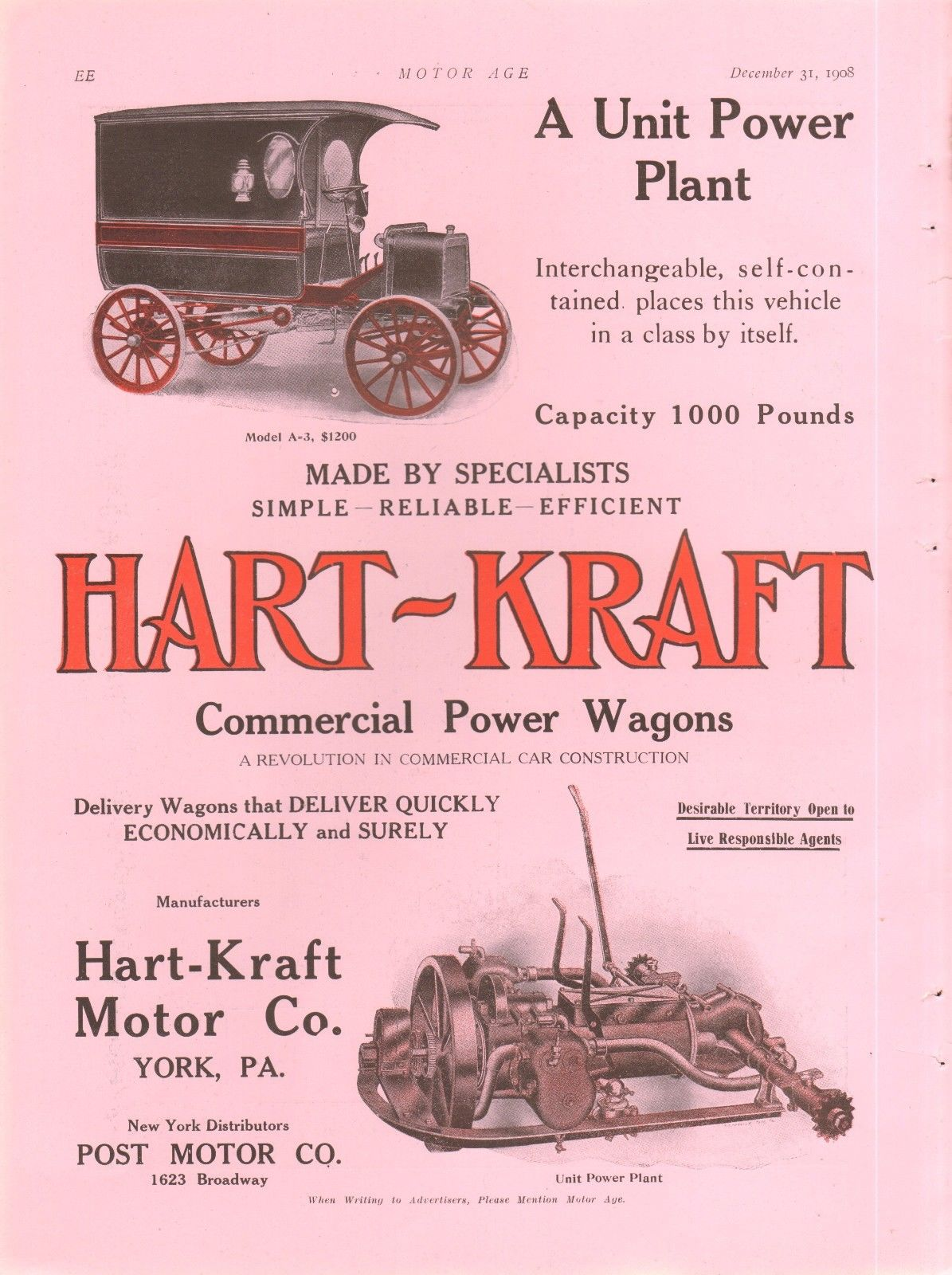
Anzeige von Ende 1908

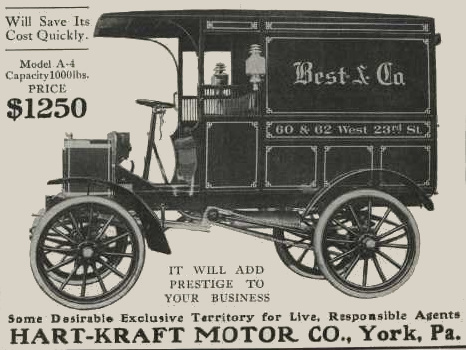
Anzeige von 1909

Hart-Kraft Motor Company war ein US-amerikanischer Hersteller von Nutzfahrzeugen.

## Unternehmensgeschichte
L. M. Hartman, Granville Hartman und Donald H. Yost gründeten 1907 das Unternehmen. Eine Quelle gibt exakt den 7. Februar 1907 an. Edward L. Kraft war Superintendent. Der Sitz war in York in Pennsylvania. 1907 oder 1908 begann die Produktion von Lastkraftwagen. Der Markenname lautete Hart-Kraft. Spätestens 1910 kamen Omnibusse dazu. Ungewöhnlich war die Fertigungstiefe, denn das Unternehmen stellte alle Teile selber her. Anfang 1911 begann die Insolvenz. Die Produktion lief unter Leitung des Insolvenzverwalters noch bis 1913. Dann wurde das Unternehmen aufgelöst.
Die Sphinx Motor Car Company übernahm 1915 das Werk.

## Fahrzeuge
Eine Quelle gibt an, dass die Fahrzeuge bis 1911 Highwheeler waren. Sie hatten einen Zweizylindermotor unter dem Sitz. Dann wurde eine Reihe modernerer Fahrzeuge entwickelt, die einen selbst entwickelten Vierzylindermotor, Wasserkühlung und zwei Antriebsketten hatten. Nach dem Beginn der Insolvenz kamen die Motoren von der Continental Motors Company.
Eine andere Quelle macht andere Angaben. Demnach bestand 1909 das Sortiment aus A-0, dem offenen A-1, A-3 sowie dem kürzeren A-2. Sie hatten Vierzylindermotoren. 1910 gab es das Model B in acht Ausführungen mit dem gleichen Fahrgestell, darunter auch als Bus. Sie hatten einen Zweizylindermotor mit 16 PS. 1911 wurden Model C und Model D mit 1,5 bzw. 2,5 Tonnen Nutzlast präsentiert. 1912 wurde auf Continental-Motoren umgestellt. Im Model C leistete er 32 PS und im Model D 40 PS. Model E mit 28 PS und 1 Tonne, Model F mit 45 PS und 3 Tonnen, Model G mit 24 PS und 0,75 Tonnen sowie Model H mit 35 PS und 2 Tonnen Nutzlast ergänzten das Sortiment.
In einer Anzeige wird zusätzlich ein Model A-4 genannt.